# Liste des législatures du Parlement européen
Au Parlement européen, une législature commence lors de l'installation des nouveaux députés élus à la suite d'une élection.

## Liste des législatures
| Législature | Liste des députés | Élection | Parti arrivé en tête | Parti arrivé en tête |
| ----------- | ----------------- | -------- | -------------------- | -------------------- |
| 1re         | 1re               | 1979     |                      | PSE                  |
| 2e          | 2e                | 1984     |                      | PSE                  |
| 3e          | 3e                | 1989     |                      | PSE                  |
| 4e          | 4e                | 1994     |                      | PSE                  |
| 5e          | 5e                | 1999     |                      | PPE                  |
| 6e          | 6e                | 2004     |                      | PPE                  |
| 7e          | 7e                | 2009     |                      | PPE                  |
| 8e          | 8e                | 2014     |                      | PPE                  |
| 9e          | 9e                | 2019     |                      | PPE                  |
| 10e         | 10e               | 2024     |                      | PPE                  |